# Monasterioguren
Monasterioguren és un poble i concejo pertanyent al municipi de Vitòria. Tenia 45 habitants en (2007). Forma part de la Zona Rural Sud-oest de Vitòria. El seu nom prové del castellà Monasterio i del basc guren (límit).

## Situació
Es troba a 590 msnm i a 6,5 kilòmetres al sud-est de Vitòria, entre els rierols de la Dehesa i Txaarka, subafluents del riu Arkaute.

## Història
Ja apareix el nom Monasterium Gurena en un document del 1135 on el bisbe de Nájera cedeix alguns llogarets dels voltants de Vitòria a l'ardiaca d'Armentia. En la relació de pobles d'Àlaba que el 1294 prometeren al rei 100.000 maravedins per al setge de Tarifa apareix com a Monasterio guren, i en un una sentència de 1332 entre la Confraria d'Àlaba i el concejo de Vitòria com a Monasterioguren.